# Корени (мини-серија)
Корени (енгл. Roots) је америчка телевизијска мини-серија темељена на књизи Алекса Хејлија Корени: Сага америчке породице (енгл. Roots: The Saga of an American Family) и оригинално приказана на програму ТВ мреже АБЦ 1977. године. Заплет серије се темељио на првом делу Хејлијеве књиге те је описивао животни пут Кунта Кинтеа, сина Мандинка поглавице из данашње Гамбије који је 1767. године отет и продан у робље у Северној Америци. Серија је пратила његове неуспешне покушаје да се избори за слободу, а касније и његових потомака све до Америчког грађанског рата и укидања ропства у САД.
Серија је остварила огроман успех, поставши једним од феномена популарне културе 1970-их те потакавши занимање за генеалогију и породичне историје. Награђена је низом престижних награда као што су Еми и Златни глобус. Финале и дан данас држи треће највеће рејтинге за једну епизоду ТВ серије, као и друго место међу најгледанијим завршницама серијама. Цела серија је коштала око 6.6 милиона долара.
Крајем 1970-их је емитована широм света, укључујући и бившу Југославију где ју је Радио-телевизија Сарајево приказивала у оквиру програма ЈРТ-а под насловом Коријени. Серијал је био изузетно популаран, а једно време је "Кунта Кинта" (sic) био уобичајен надимак за црнце. Године 1979. је снимљен њен наставак под називом Корени: Следећа генерација.

## Радња

### Колонијална времена
У Гамбији, Западна Африка, 1750. године, Кунта Кинте је рођен од оца Оморо Кинте (Талмус Расулала), Мандинка ратник, и његове жена, Бинте (Сисили Тајсон). Одрастао је у муслиманској породици. Када Кунта (ЛеВар Буртон) напуни 15 година, он и други дечаци адолесценти пролазе кроз полутајни племенски обред прелаза, под кинтангом (Мозес Гaн), који укључује рвање, обрезивање, филозофију, ратно занатство и ловачке вештине; док има задатак да ухвати птицу неповређену, Кунта се среће са Гарденеровом малом групом европских ловаца на робове и њиховим заробљеницима.

## Продукција
Минисерију су режирали Марвин Ј. Чомски, Џон Ерман, Дејвид Грине и Гилберт Мозес. Продуковао га је Стен Маргулис. Дејвид Л. Волпер је био извршни продуцент. Партитуру су компоновали Џералд Фрид и Квинси Џонс само за прву епизоду. Многи познати бели ТВ глумци, као што су Ед Аснер (из The Mary Tyler Moore Show, Чак Конорс (The Rifleman), Lorne GreeneЛорне Грин (Bonanza и касније Battlestar Galactica), Роберт Рид (The Brady Bunch) и Ралф Вејт (The Waltons) , били су супротстављени ликови као робовласници и трговци. Руководиоци телевизије Еј-Би-Си су се „охладили“ након што су видели бруталност приказану у серији и покушали да смање предвиђене губитке мреже емитујући серију током осам узастопних вечери у јануару једним потезом. Музеј радиодифузних комуникација препричава страховања да ће Корени пропасти и како је то навело АБЦ да припреми тај формат:
Познати телевизијски глумци као што је Лорне Грине изабрани су за беле, споредне улоге, како би уверили публику. Бели глумци су били диспропорционално представљени у мрежним прегледима. За прву епизоду, писци су креирали капетана робља (Едвард Аснер), фигуру која се није појавила у Хејлијевом роману, али је требало да учини да се бела публика боље осећа због своје историјске улоге у трговини робљем. Чак је и узастопни ноћни формат емисије наводно био резултат страховања мреже. Шеф програма АБЦ-ја Фред Силверман надао се да ће необичан распоред смањити непосредне губитке његове мреже — и окончати приказивање Корена пре приспећа недељне критике.— Енциклопедија телевизије, Музеј радиодифузних комуникација

## Историја емитовања

### Листе епизода
Корени је првобитно емитовао на ABC осам узастопних вечери од 23. до 30. јануара 1977. У Уједињеном Краљевству, BBC One је емитовао серију у шест делова, почевши од делова 1 до 3 током викенда од 8. до 11. априла 1977. Завршна три дела су емитована недељом увече, од 15. априла до 1. маја. Шестоделна верзија коју је приказао Би-Би-Си је верзија објављена на кућном видеу.
| Оригинална верзија # | Ре-едитована верзија # | Приближан временски период | Приказани Кинтини потомци | Приказани Кинтини потомци | Приказани Кинтини потомци | Приказани Кинтини потомци |
| Оригинална верзија # | Ре-едитована верзија # | Приближан временски период | Кунта Кинте               | Кизи                      | Чикин Џорџ                | Том Харви                 |
| -------------------- | ---------------------- | -------------------------- | ------------------------- | ------------------------- | ------------------------- | ------------------------- |
| Део I (90m)          | Део I (90m)            | 1750–1767                  | Да                        |                           |                           |                           |
| Део II (90m)         | Део II (90m)           | 1767–1768                  | Да                        |                           |                           |                           |
| Део III (45m)        | Део III (90m)          | 1776                       | Да                        |                           |                           |                           |
| Део IV (45m)         | Део III (90m)          | 1780–1790                  | Да                        | Да                        |                           |                           |
| Део V (45m)          | Део IV (90m)           | 1806                       | Да                        | Да                        |                           |                           |
| Део VI (90m)         | Део IV (90m)           | 1824                       |                           | Да                        | Да                        |                           |
| Део VI (90m)         | Део V (90m)            | 1841–1847                  |                           | Да                        | Да                        | Да                        |
| Део VII (45m)        | Део V (90m)            | 1861–1865                  |                           |                           | Да                        | Да                        |
| Део VIII (90m)       | Део VI (90m)           | 1865–1870                  |                           |                           | Да                        | Да                        |

| Nº | Наслов   | Режија                                                | Написано за телевизију                                          | Оригинално време приказивања | Оригинални датум емитовања |
| -- | -------- | ----------------------------------------------------- | --------------------------------------------------------------- | ---------------------------- | -------------------------- |
| 1  | Део I    | Дејвид Грин                                           | Вилијам Блин и Ернест Киној                                     | 2 h                          | 23. јануар 1977.           |
| 2  | Део II   | Дејвид Грин (први сат) Џон Ерман (други сат)          | Ернест Киној и Вилијам Блин                                     | 2 h                          | 24. јануар 1977.           |
| 3  | Део III  | Марвин Џ. Чомски                                      | Џејм Ли и Вилијам Блин                                          | 1 h                          | 25. јануар 1977.           |
| 4  | Део IV   | Марвин Џ. Чомски                                      | Џејм Ли и Вилијам Блин                                          | 1 h                          | 26. јануар 1977.           |
| 5  | Део V    | Марвин Џ. Чомски                                      | Џејм Ли                                                         | 1 h                          | 27. јануар 1977.           |
| 6  | Део VI   | Марвин Џ. Чомски (први сат) Гилберт Мозес (други сат) | М. Чарлс Кохен (четврти сат) Џејм Ли и Вилијам Блин (други сат) | 2 h                          | 28. јануар 1977.           |
| 7  | Део VII  | Гилберт Мозес                                         | М. Чарлс Кохен                                                  | 1 h                          | 29. јануар 1977.           |
| 8  | Део VIII | Марвин Џ. Чомски                                      | М. Чарлс Кохен                                                  | 2 h                          | 30. јануар 1977.           |

### Телевизисја гледаност у САД
Минисерију је гледало око 130 милиона и 140 милиона гледалаца укупно (више од половине америчке популације из 1977. године од 221 милиона – највећа гледаност коју је икада привукао било који тип телевизијских серија у историји САД према Ниелсен Медија истраживању) и просечно је имао оцену од 44,9 и 66% до 80% удела публике. Последњу епизоду је гледало 100 милиона гледалаца, а у просеку 80 милиона гледалаца је гледало сваку од последњих седам епизода. Осамдесет пет процената свих телевизијских домова је видело све или део мини серије. Све епизоде су рангиране међу 100 најбоље оцењених ТВ емисија свих времена.